# Алексий (Псоинос)
Епископ Алексий (греч. Επίσκοπος Αλέξιος, в миру Стама́тиос Псои́нос греч. Σταμάτιος Ψωίνος; род. 1963, Ареополис) — архиерей Элладской православной церкви, епископ Ставропигийский (с 2023), викарий Афинской архиепископии.

## Биография
Родился в 1963 году в Ареополисе, в Лаконии, в Греции.
Окончил Афинскую церковную школу и Богословский институт Афинского университета.
В 1986 году митрополитом Перистерийским Хризостомом (Зафирисом) был хиротонисан во диакона, а в 1992 году митрополитом Неа-Смирнским Агафангелом был рукоположен в сан пресвитера и возведён в достоинство архимандрита. Проходил своё служение в различных храмах Неа-Смирнской митрополии, а с 2002 года — в качестве настоятеля кафедрального собора святых Константина и Елены в Глифадской митрополии.